# 1994-es Nickelodeon Kids’ Choice Awards
Ez a hetedik Nickelodeon Kids’ Choice Awards. amelyet 1994. május 1-én rendeztek Pauley Pavilion, Los Angeles, Kaliforniában.

## Győztesek

### Kedvenc filmszínész
- Robin Williams - Mrs. Doubtfire – Apa csak egy van

### Kedvenc filmszínésznő
- Whoopi Goldberg - Apáca show 2. – Újra virul a fityula

### Kedvenc film
- Dumb és Dumber – Dilibogyók

### Kedvenc Tv színész
- Tim Allen - Házi barkács

### Kedvenc Tv színésznő
- Candace Cameron - Bír-lak

### Kedvenc Tv show
- Házi barkács
- Roseanne
- Bír-lak

### Kedvenc rajzfilm
- Doug

### Kedvenc énekes
- Whitney Houston

### Kedvenc együttes
- Aerosmith

### Kedvenc dal
- Tag Team - Whoomp! (There It Is)

### Kedvenc férfi sportoló
- Michael Jordan

### Kedvenc női sportoló
- Nancy Kerrigan

### Kedvenc sport csapat
- Buffalo Bandits

### Kedvenc film állat
- Tini nindzsa teknőcök 3.: Kiből lesz a szamuráj? (Teknősök)

### Kedvenc nemzetközi szereplő
- Let Loose

### Kedvenc videó játék
- Super Mario World

### Hall of Fame díjas
- Boyz II Men

## Nyálkás hírességek
- James Earl Jones

## Fordítás
- Ez a szócikk részben vagy egészben  a(z)   1994 Kids' Choice Awards című angol Wikipédia-szócikk ezen változatának fordításán alapul.  Az eredeti cikk szerkesztőit annak laptörténete sorolja fel. Ez a jelzés csupán a megfogalmazás eredetét és a szerzői jogokat jelzi, nem szolgál a cikkben szereplő információk forrásmegjelöléseként.